# Juncus flavidus
Juncus flavidus är en tågväxtart som beskrevs av Lawrence Alexander Sidney Johnson. Juncus flavidus ingår i släktet tåg, och familjen tågväxter. Inga underarter finns listade i Catalogue of Life.